# Shay Brennan
Shay Brennan (6. května 1937, Manchester – 9. června 2000, Waterford) byl irský fotbalový obránce.

## Fotbalová kariéra
V letech 1957–1970 hrál v anglické nejvyšší soutěži za Manchester United FC. Nastoupil ve 294 ligových utkáních a dal 3 góly. S Manchester United FC vyhrál v sezóně 1967/1968 Pohár mistrů evropských zemí. V letech 1965 a 1967 získal s Manchesterem anglický titul, v roce 1963 Anglický pohár a v letech 1965 a 1967 FA Charity Shield. V Poháru mistrů evropských zemí nastoupil v 17 utkáních, v Poháru vítězů pohárů nastoupil ve 2 utkáních, v Poháru UEFA nastoupil v 11 utkáních a v Interkontinentálním poháru nastoupil v 1 utkání. Po odchodu z Manchesteru byl čtyři sezóny v irské lize v týmu Waterford United FC, se kterým získal 2 irské tituly. Za irskou fotbalovou reprezentaci nastoupil v letech 1965–1970 v 19 utkáních.

## Ligová bilance
| Ročník                                       | Zápasy | Góly | Klub                 |
| -------------------------------------------- | ------ | ---- | -------------------- |
| Football League First Division 1957/1958     | 5      | 0    | Manchester United FC |
| Football League First Division 1958/1959     | 1      | 0    | Manchester United FC |
| Football League First Division 1959/1960     | 29     | 0    | Manchester United FC |
| Football League First Division 1960/1961     | 41     | 0    | Manchester United FC |
| Football League First Division 1961/1962     | 41     | 2    | Manchester United FC |
| Football League First Division 1962/1963     | 37     | 0    | Manchester United FC |
| Football League First Division 1963/1964     | 17     | 0    | Manchester United FC |
| Football League First Division 1964/1965     | 42     | 0    | Manchester United FC |
| Football League First Division 1965/1966     | 28     | 0    | Manchester United FC |
| Football League First Division 1966/1967     | 16     | 0    | Manchester United FC |
| Football League First Division 1967/1968     | 13     | 1    | Manchester United FC |
| Football League First Division 1968/1969     | 13     | 0    | Manchester United FC |
| Football League First Division 1969/1970     | 8      | 0    | Manchester United FC |
| Football League First Division 1978/1979     | 26     | 0    | Bolton Wanderers FC  |
| League of Ireland Premier Division 1970/1971 | 4      | 0    | Waterford United FC  |
| League of Ireland Premier Division 1971/1972 | -      | -    | Waterford United FC  |
| League of Ireland Premier Division 1972/1973 | -      | -    | Waterford United FC  |
| League of Ireland Premier Division 1973/1974 | 2      | 0    | Waterford United FC  |
| Celkem 1. anglická liga                      | 294    | 3    |                      |